# Giacomo Capuzzi
Giacomo Capuzzi, né le 14 août 1929 à Manerbio et mort le 26 décembre 2021 à Brescia, est un évêque catholique italien, évêque de Lodi de 1989 à 2005.

## Biographie
Né à Manerbio, dans la province de Brescia, Giacomo Capuzzi est ordonné prêtre le 29 juin 1952, alors qu'il n'a que 22 ans. Il est abbé de l'église de Saint-Pierre et Paul à Leno, jusqu'en 1989.

### Évêque
Consacré évêque de Lodi le 30 avril 1989, il se retire de cette charge le 17 novembre 2005.

### Galerie

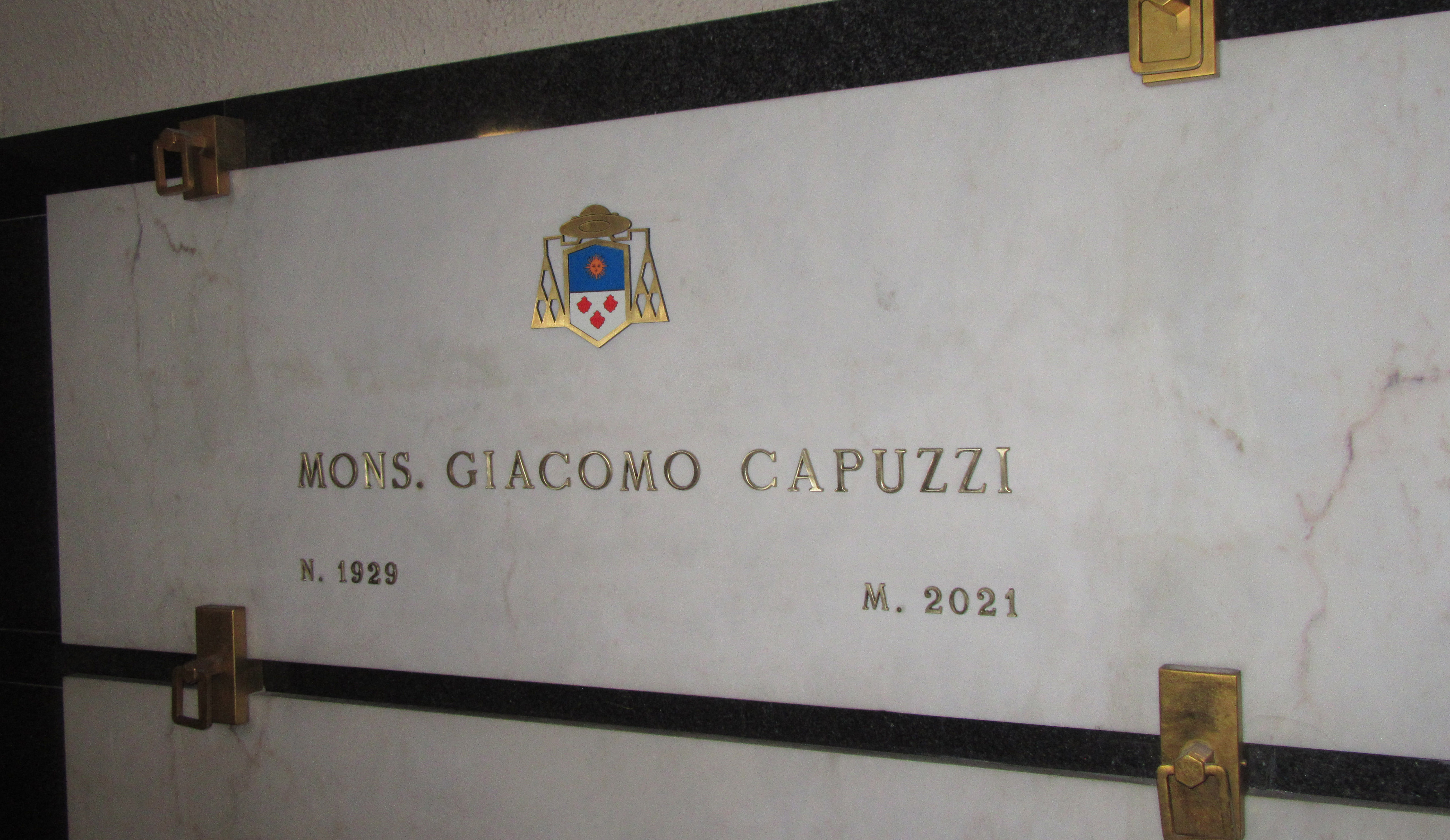
La sépulture de Mgr Capuzzi, dans la crypte de la cathédrale de Lodi.